# Pterophorus subalternans
Pterophorus subalternans is een vlinder uit de familie vedermotten (Pterophoridae). De wetenschappelijke naam van de soort is voor het eerst geldig gepubliceerd in 1866 door Julius Lederer.